# Blue Waters
Blue Waters is een Namibische voetbalclub uit de stad Walvisbaai.

## Erelijst
Landskampioen
1988, 1996, 2000, 2004
Beker van Namibië
Winnaar: 1994